# Crataegus mollis
Crataegus mollis är en rosväxtart som först beskrevs av John Torrey och Asa Gray, och fick sitt nu gällande namn av Georg Heinrich Adolf Scheele. Crataegus mollis ingår i hagtornssläktet som ingår i familjen rosväxter.

## Underarter
Arten delas in i följande underarter:
- C. m. dumetosa
- C. m. incisifolia
- C. m. lanuginosa
- C. m. meridionalis
- C. m. texana
- C. m. viburnifolia

## Bildgalleri

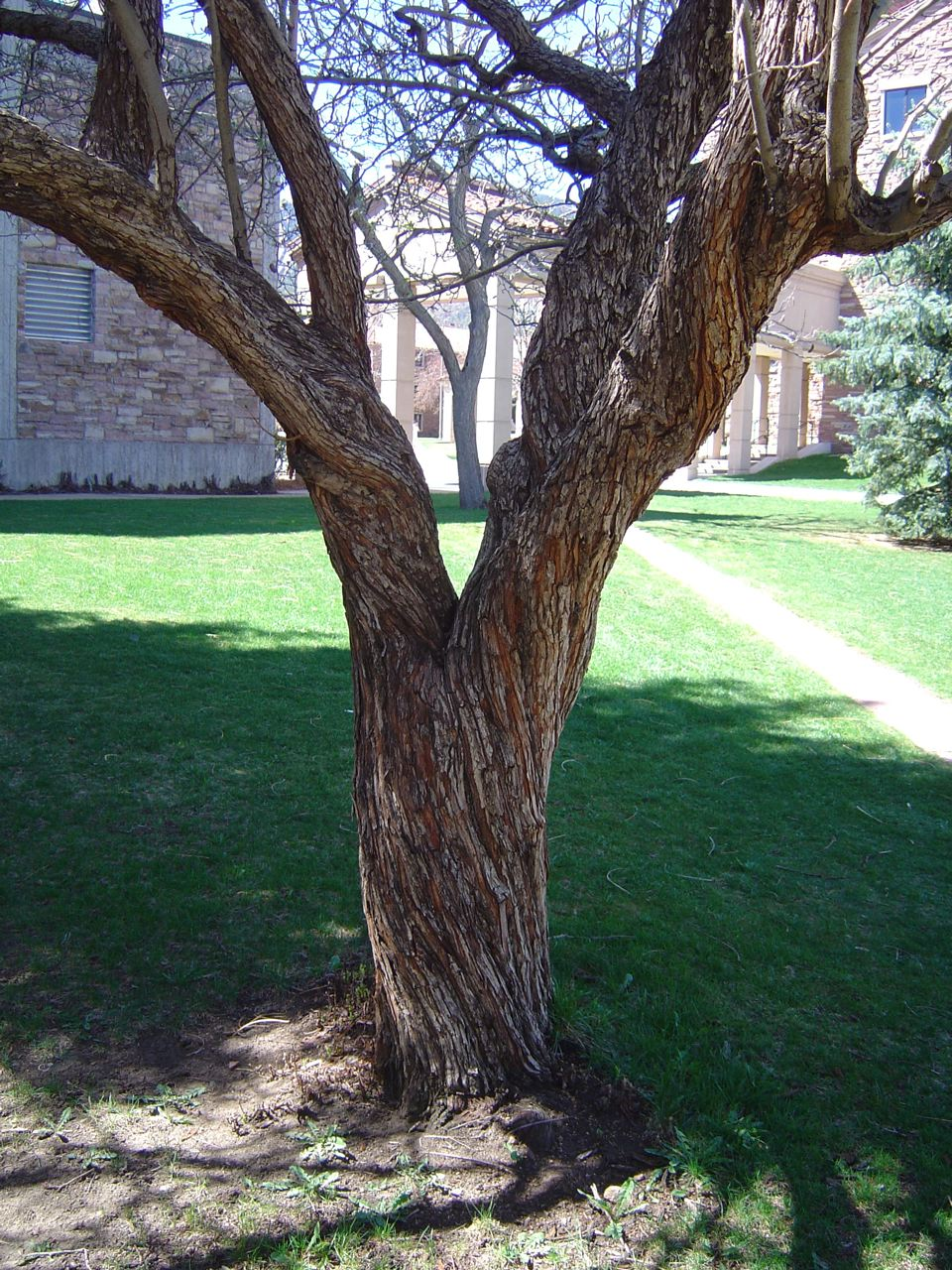
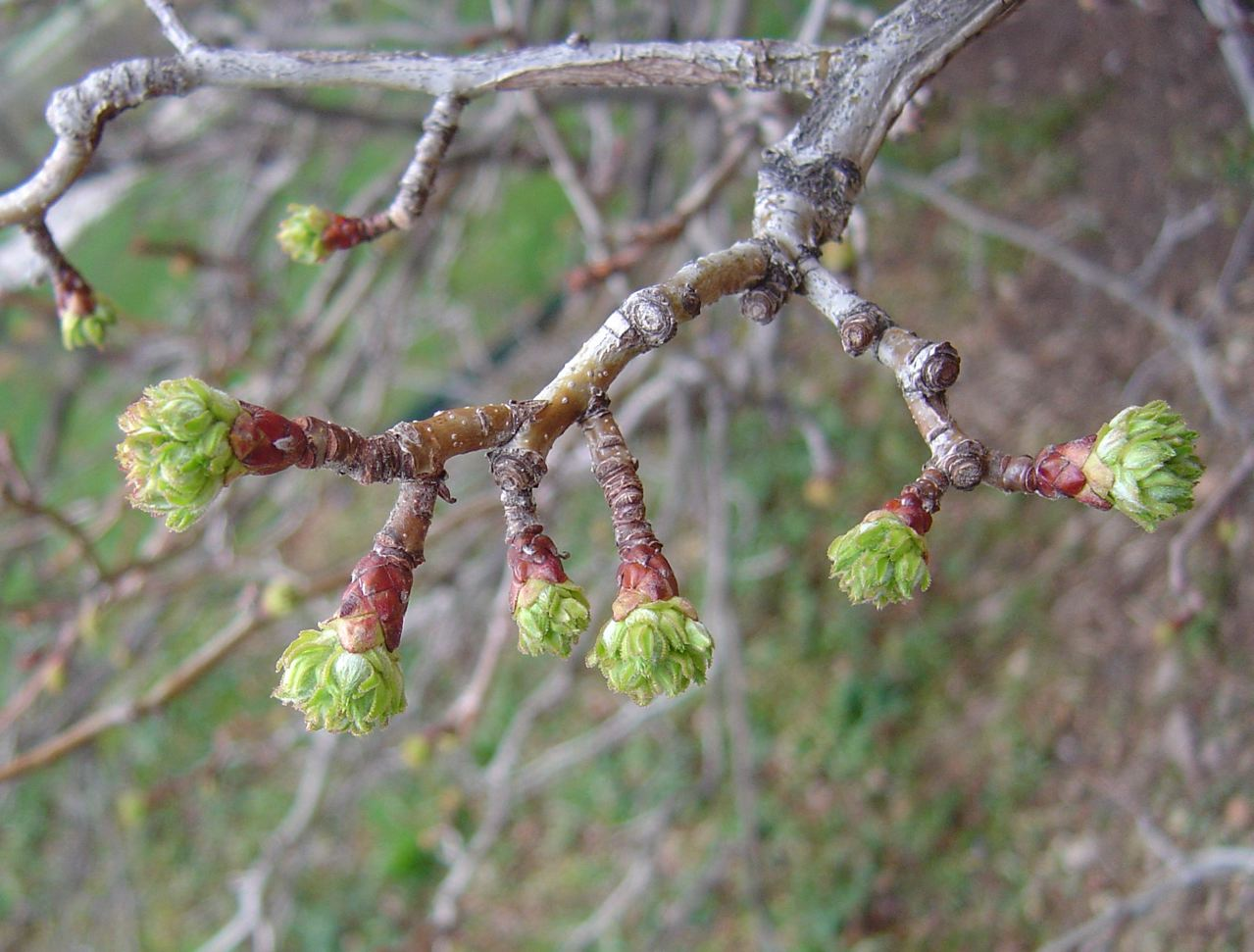
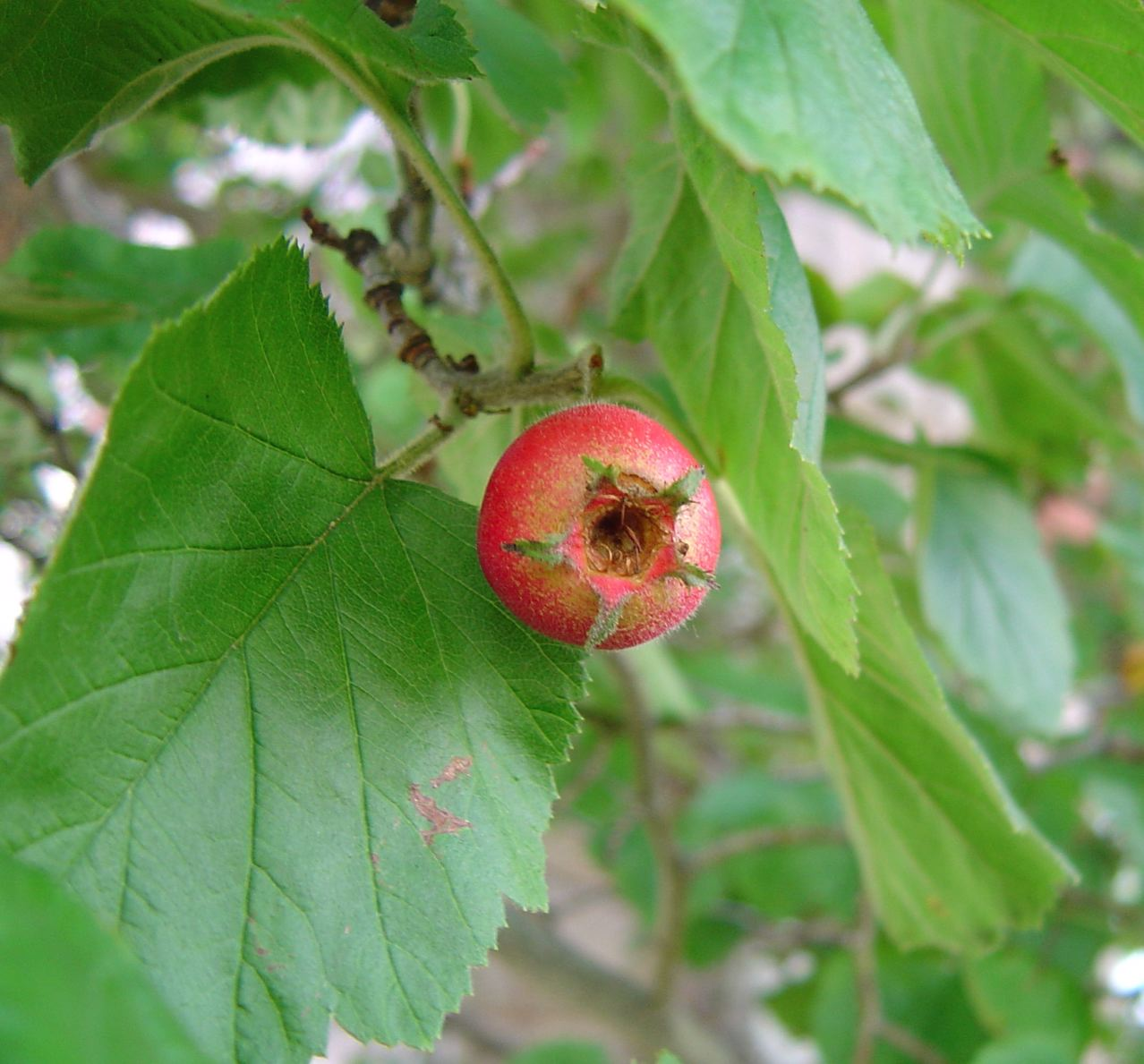